# Liste von Grenzflüssen

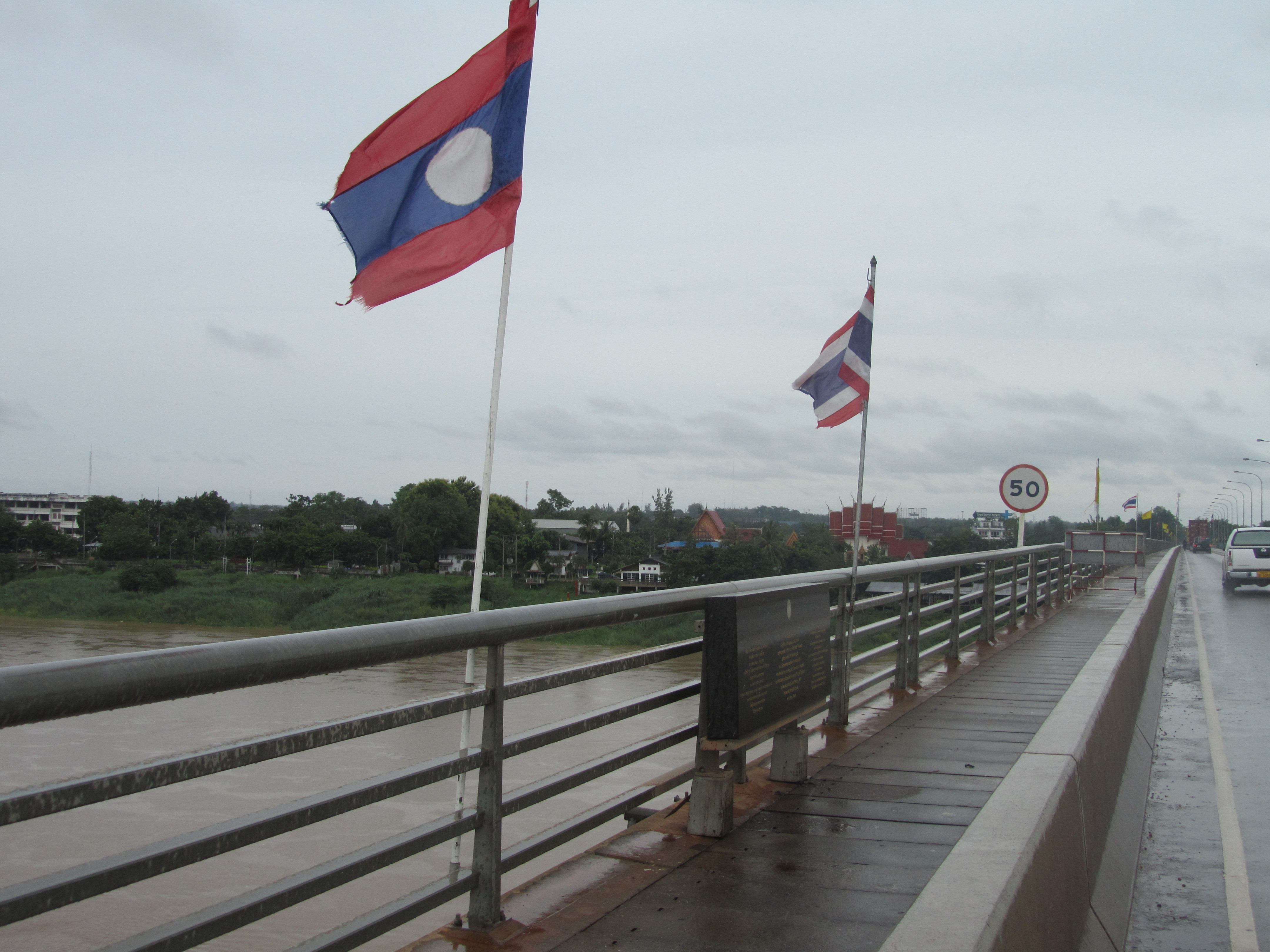
Mekong an der Grenze zwischen Laos und Thailand (erste Thailändisch-Laotische Freundschaftsbrücke)

Diese Liste führt Flüsse auf, die streckenweise eine politische internationale Grenze bilden.
Politische Grenzen verlaufen in aller Regel im Talweg von Flüssen (das entspricht häufig der Flussmitte). Grenzkontrollen werden meist an einem der Ufer durchgeführt; Personen auf dem Wasser können vom Grenzschutz im Fluss kontrolliert werden.

## Liste (Auswahl)
| Name           | Staaten | Anmerkungen |
| -------------- | --- | --- |
| Amazonas       | Brasilien Kolumbien Peru | Brasilien–Peru: ca. 10 Kilometer bei Benjamin Constant Kolumbien–Peru: ca. 60 Kilometer zwischen San Juan de Atacuari und Leticia |
| Colorado River | Vereinigte Staaten Mexiko | ca. 1 Kilometer bei Los Algodones |
| Donau          | Ukraine Republik Moldau Bulgarien Rumänien Serbien Kroatien Ungarn Slowakei Österreich Deutschland → Donauländer#Liste der Donau-Anrainer und ihrer Uferabschnitte | 1071 Kilometer |
| Inn            | Schweiz Österreich Deutschland | |
| Mekong         | Volksrepublik China Myanmar Laos Thailand Kambodscha Vietnam | Kambodscha–Laos: ca. 40 Kilometer zwischen Don Kamao und Don Sadam Thailand–Laos: ca. 1300 Kilometer zwischen Kaeng Tana National Park und Goldenem Dreieck Laos–Myanmar: ca. 160 Kilometer Myanmar–Volksrepublik China: ca. 140 Kilometer |
| Rhein          | Deutschland Schweiz Frankreich Liechtenstein Österreich Niederlande                                                                                                | Frankreich–Deutschland: 182 Kilometer Schweiz–Liechtenstein: ca. 41 Kilometer Deutschland–Schweiz: Seerhein und Untersee sowie Hochrhein Schweiz-Österreich ca. 20 Kilometer Niederlande-Deutschland: ca. 2 Kilometer                      |
| Rhone          | Schweiz Frankreich | ca. 9 Kilometer (Pougny–Les Baraques) |
| Salzach        | Österreich Deutschland | 225 km, Grenze zwischen Deutschland und Österreich (Land Salzburg und Bayern) |

## Besonderheiten in einigen Ländern

### Grenze zwischen Bangladesch und Indien/Myanmar
Bangladesch weist 58 große Flussläufe auf, die mit Indien oder Myanmar geteilt werden. Diesbezügliche völkerrechtliche Verträge führten zu komplexen diplomatischen Auseinandersetzungen.

### Grenze zwischen Deutschland und Luxemburg
Im gemeinschaftlichen deutsch-luxemburgischem Hoheitsgebiet bildet das Flusssystem Our-Sauer-Mosel die Grenze zwischen Deutschland und Luxemburg (127,979 km von 135 km Grenze sind Fließgewässer).

### Grenze zwischen der Bundesrepublik Deutschland und der DDR
Zwischen der Bundesrepublik Deutschland und der DDR verlief die Grenze für einen kurzen Abschnitt im Bereich des Wendlandes im Zuge der Elbe. Der Grenzverlauf verlief allerdings hier nicht in der Flussmitte, sondern am Ufer der DDR. Die DDR versuchte in mehreren Initiativen, den Grenzverlauf auf die Flussmitte zu verlegen und bot dem westdeutschen Teilstaat dafür u. a. zusätzliche Fischereirechte in der Ostsee an. Bonn ließ sich allerdings nicht darauf ein und es blieb bei der Grenzziehung, die allerdings mit der Wiedervereinigung obsolet wurde.

### Grenze zwischen Deutschland und Österreich
Die Donau bildet ein Stück zwischen dem Stromkilometer 2201,75 bei Engelhartszell in Oberösterreich und dem Kilometer 2223,20 bei Ilzstadt in Bayern die Staatsgrenze. Diese Strecke beinhaltet auch das Kraftwerk Jochenstein, das von beiden Staaten gemeinsam betrieben wird.

## Sonstige grenzüberschreitende Flüsse
Des Weiteren gibt es Flussläufe, die nicht streckenweise (längs) eine internationale politische Grenze bilden, jedoch querab über eine Grenze verlaufen, beispielsweise
- Brahmaputra (Bangladesch–Volksrepublik China) sowie dessen Arm Kameng (Volksrepublik China–Bhutan)
- Donau (Ungarn–Kroatien, Rumänien-Bulgarien)
- Drina (Bosnien–Serbien)
- Mur (Österreich-Slowenien)
- Nil (Ägypten–Sudan[7]).